# Catalina (Arizona)
Catalina es un lugar designado por el censo ubicado en el condado de Pima en el estado estadounidense de Arizona. En el Censo de 2010 tenía una población de 7569 habitantes y una densidad poblacional de 207,12 personas por km².

## Geografía
Catalina se encuentra ubicado en las coordenadas 32°29′6″N 110°53′59″O / 32.48500, -110.89972. Según la Oficina del Censo de los Estados Unidos, Catalina tiene una superficie total de 36.54 km², de la cual 36.54 km² corresponden a tierra firme y (0%) 0 km² es agua.

## Demografía
Según el censo de 2010, había 7.569 personas residiendo en Catalina. La densidad de población era de 207,12 hab./km². De los 7.569 habitantes, Catalina estaba compuesto por el 85.56% blancos, el 0.94% eran afroamericanos, el 0.98% eran amerindios, el 0.99% eran asiáticos, el 0.08% eran isleños del Pacífico, el 8.34% eran de otras razas y el 3.12% pertenecían a dos o más razas. Del total de la población el 24.55% eran hispanos o latinos de cualquier raza.